# Tata Motors
Tata Motors Ltd (NSE: TATAMOTORS, BSE: 500570, NYSE: TTM) je nadnárodní korporace se sídlem v Bombaji v Indii. Je součástí Tata Group, dříve byla známa jako TELCO (TATA Engineering and Locomotive Company).
Tata Motors je největší automobilkou v Indii, konsolidované výnosy v období 2009-10 dosáhly 20 mld. USD. Je lídrem v nákladních automobilech a mezi třemi největšími v osobních vozidlech. Má vítězné produkty v segmentech malých, středních a užitkových vozů. Je čtvrtým největším světovým výrobcem nákladních automobilů a druhým největším světovým výrobcem autobusů, s více než 24 000 zaměstnanci. Od počátku výroby v roce 1954 automobilka vyrobila a prodala v Indii více než 4 miliony automobilů.
Firma Tata Motors byla založena v roce 1945, přičemž začala nejprve vyrábět lokomotivy. První automobil vyrobila v roce 1954 ve spolupráci s firmou Daimler-Benz; tato spolupráce skončila v roce 1969. S akciemi Tata Motors se obchoduje jak na burze v Bombaji (Bombay Stock Exchange), tak v New Yorku (New York Stock Exchange). V roce 2005 patřila společnost mezi 10 největších v Indii, s ročními tržbami přes 320 mld. rupií.
V roce 2004 společnost koupila divizi firmy Daewoo zaměřenou na nákladní automobily, nyní známou jako Tata Daewoo Commercial Vehicle, v Korejské republice. Další akvizicí byla firma Hispano Carrocera SA, kterou Tata Motors nyní stoprocentně vlastní. V březnu 2008 společnost Tata Motors koupila od Ford Motor Company podnik Jaguar Land Rover (JLR), do něhož patří i značky Rover, Daimler a Lanchester. Tato transakce byla završena 2. června 2008.
Tata Motors má výrobny a montážní závody v Indii (Jamšedpúr, Pantnagar, Lakhnaú, Ahmadábád, Sanand a Puné), Argentině, Jihoafrické republice a v Thajsku.

## Značky vozidel
|  |  |
|  |  |

### Nákladní automobily Tata Daewoo
Po úspěchu Tata Indica se firma Tata Motors zaměřila na posilování pozice ve světě. V roce 2004 koupila společnost Daewoo Commercial Vehicle Company v Korejské republice. Důvody k akvizici byly tyto:
- Globální plány společnosti na redukci přítomnosti na domácím trhu. Tento trh s nákladními vozy je přirozeně velmi cyklický a náchylný na fluktuace podle stavu ekonomiky. Firma Tata Motors měla podíl zhruba 94 % v segmentu středních a těžkých vozidel a asi 84 % v segmentu lehkých nákladních automobilů. Protože prodeje na domácím trhu závisí na strukturálních ekonomických faktorech, firma se čím dál více ohlížela po mezinárodních trzích a plánovala diverzifikaci na různé trhy po světě jak u těžkých a středních vozů, tak i v segmentu těch lehkých.
- Expanze produktového portfolia počínaje vozem 25MT GVW Tata Novus postaveném na platformě Daewoo (TDCV). Tata plánuje využít silnou pozici TDCV v těžkotonážním sektoru a uvést své výrobky v Indii ve správný čas. Je to hlavně kvůli zásobení mezinárodního trhu, ale i trhu domácího, kde došlo k výraznému zlepšení silniční sítě v rámci projektu National Highway Development Project.

Tata zůstává největším indickým výrobcem těžkých nákladních automobilů, Tata Daewoo je druhým největším výrobcem těchto vozidel v Jižní Koreji. Tata Motors společně s Tata Daewoo společně pracují na vývoji nákladních automobilů (např. Novus nebo World Truck) a autobusů (GloBus, StarBus).

### Hispano Carrocera
V roce 2005 firma Tata Motors vycítila příležitost v segmentu kompletní výroby autobusů a koupila 21% podíl v Hispano Carrocera SA, předním evropském výrobci autobusů a kabin. V roce 2009 získala za nezveřejněnou částku u zbývajících 79 %, čím se stala stoprocentním vlastníkem této společnosti.

### Jaguar a Land Rover
Po akvizici britského podniku Jaguar Land Rover (JLR), do něhož patří i značky Daimler, Lanchester a Rover, se Tata Motors stává významným hráčem na mezinárodním automobilovém trhu. 27. března 2008 získává souhlas automobilky Ford k odkupu činností Jaguar Land Rover za 2 miliardy dolarů. Prodej byl završen 2. června 2008.
Kromě značek firma Tata Motors získala také dvě konstrukční centra a dvě továrny ve Velké Británii. Klíčové bylo získání práv k duševnímu vlastnictví v souvislosti s technologiemi.

### Společné podniky

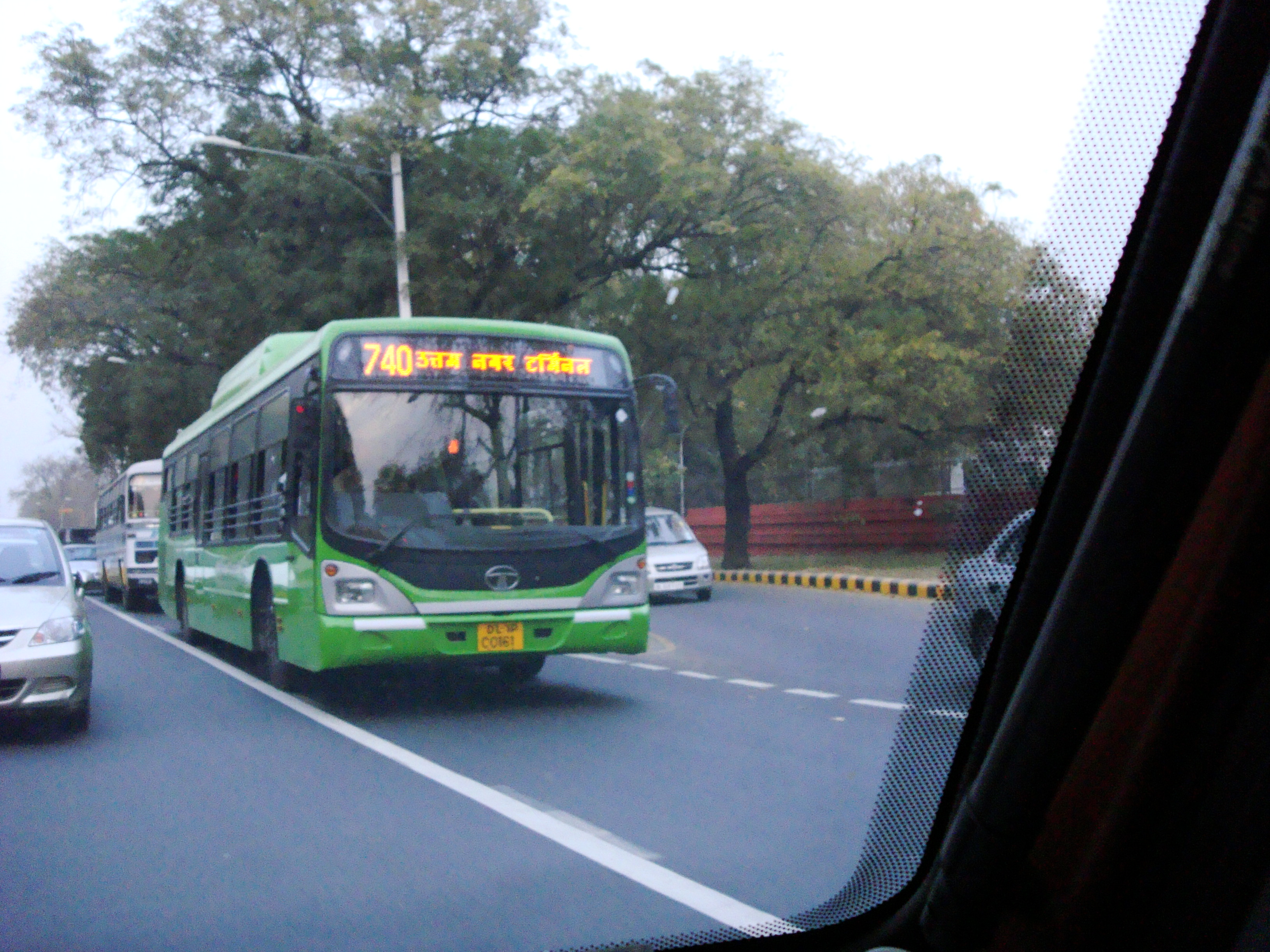
Nízkopodlažní autobus Tata MarcoPolo se dodává do Indie a nyní se široce používá ve veřejné dopravě v Dillí, Chennai, Bombaji, Bengalúru a Lucknow

Firma Tata Motors založila společný podnik (joint venture) s brazilskou firmou Marcopolo (poměr podílů je 51:49), která se zabývá stavbou skříní autobusů. Tento podnik má za cíl vyrábět a montovat kompletní autobusy zaměřené na rozvoj systémů rychlé hromadné dopravy. Bude získávat technologie a odborné znalosti ohledně podvozků a pohonných jednotek od Tata Motors, zatímco Marcopolo bude poskytovat know-how pro konstrukci autobusů a stavbu skříní. Podnik již dodává nízkopodlažní městské autobusy, které nyní používají dopravní společnosti v Dillí, Čennaí, Bombaji, Bengalúru a Lakhnaú.
Další společný podnik vytvořila Tata Motors s firmou Fiat, čímž získala přístup k technologii vznětových motorů Fiat. Tata Motors prodává vozy Fiat v Indii a chystá se rozšířit partnerství s firmami Fiat a Iveco do dalších segmentů. Firma Tata Motors vytvořila i řadu dalších společných podniků s mnoha malými firmami v různých zemích po světě.